# Jakub I Stuart
Jakub I (ur. 19 czerwca 1566 w Edynburgu, zm. 27 marca 1625 w Theobalds House) – król Szkocji (jako Jakub VI) w latach 1567–1625 i król Anglii w latach 1603–1625. Syn Henryka Stuarta, lorda Darnleya i Marii I Stuart, królowej Szkocji, córki króla Jakuba V Stuarta. Pierwszy król Anglii z dynastii Stuartów. Jego panowanie było początkiem unii personalnej Anglii ze Szkocją.

## Dzieciństwo i młodość

### Książę Rothesay
Syn królowej Marii i lorda Darnleya urodził się 19 czerwca 1566 roku. Zaraz po urodzeniu otrzymał tytuł księcia Rothesay. Na chrzcie otrzymał imiona Karol Jakub. Jego ojcem chrzestnym był król Francji Karol IX Walezjusz. W tym czasie Szkocja była targana zamętem religijnym i waśniami klanów. Możni, w większości protestanci, członkowie zreformowanego przez Johna Knoxa szkockiego Kościoła, stali w opozycji do Marii i Darnleya, którzy byli katolikami. W małżeństwie rodziców Jakuba również nie działo się najlepiej – Darnley miał opinię hulaki i awanturnika, a w czasie, gdy Maria była w ciąży, sprzymierzył się z jej przeciwnikami i brał udział w morderstwie sekretarza żony, Dawida Rizzio.
Darnley, ojciec Jakuba został uduszony w nocy 9/10 lutego 1567 r. Okoliczności zabójstwa pozostają niewyjaśnione. Najczęściej oskarża się Marię o to, że chciała pozbyć się męża. O morderstwo posądzano również Jamesa Hepburna, 4. hrabiego Bothwell, który niedługo po śmierci Darnleya poślubił młodą wdowę, co zostało źle odebrane zarówno przez Szkotów, jak i przez dwory europejskie. Możliwe jest również, że zabójstwa dokonała protestancka opozycja, wiedząc, że odpowie za nie nielubiana królowa. Rzeczywiście, śmierć Darnleya i pośpieszne kolejne małżeństwo Marii przyczyniły się do spadku popularności królowej i wybuchu rebelii. W czerwcu Maria została aresztowana, osadzona w Loch Leven Castle i zmuszona do abdykacji (24 lipca) na rzecz małego syna, który w tym momencie stał się królem Jakubem VI.

### Okres regencji
29 lipca 1567 r. w Church of the Holy Rude w Stirling Jakub został koronowany na króla Szkocji. Baronowie postanowili wychować Jakuba w religii protestanckiej – jego wychowawcy musieli być sympatykami prezbiterianizmu. Pierwszym nauczycielem młodego króla został historyk i poeta George Buchanan. Na czas małoletności króla koniecznością stało się ustanowienie funkcji regenta – pierwszym został przyrodni brat obalonej królowej, James Stewart, 1. hrabia Moray, nieślubny syn króla Jakuba V.
Sytuacja wewnętrzna w Szkocji ponownie się tymczasem skomplikowała. W 1568 r. Maria Stuart uciekła z więzienia i rozpoczęła zbieranie armii. Moray ruszył jej śladem i 13 maja zadał wojskom królowej klęskę pod Langside (ob. część miasta Glasgow). Maria została zmuszona do ucieczki do Anglii, gdzie została uwięziona przez królową Elżbietę I. W Szkocji zostali jednak niektórzy jej stronnicy, którzy 23 stycznia 1570 r. zamordowali Moraya. Nowym regentem został dziadek króla, Mateusz Stewart, 4. hrabia Lennox. Stronnictwo królowej Marii wystąpiło przeciwko niemu i Szkocja ponownie pogrążyła się w wojnie domowej. 4 września 1571 r. Lennox został zabity podczas nocnego ataku na Stirling. Nowy regent, John Erskine, 17. hrabia Mar, popadł w konflikt z jednym z najpotężniejszych szkockich magnatów, Jamesem Douglasem, 4. hrabią Morton. Kiedy zmarł (29 października 1572 r. w Stirling), prawdopodobnie otruty, nowym regentem został Morton.
Rządy Mortona przywróciły spokój w Szkocji. Katoliccy stronnicy Marii zostali pokonani. Wkrótce jednak wybuchł kolejny bunt magnatów, którym nie przypadły do gustu ambicje Mortona. Wprawdzie bunt został stłumiony, a czołowi buntownicy zginęli, jednak był to początek końca rządów Mortona. W 1579 r. król znalazł nowego faworyta – Esme Stewarta, mianowanego księciem Lennox. Stronnicy Lennoxa w 1581 r. oskarżyli Mortona o zamordowanie lorda Darnleya, doprowadzili do jego skazania na śmierć i ścięcia 2 lipca 1581 r. Król Jakub przejął samodzielne rządy.

## Droga do angielskiego tronu

### Samodzielne rządy w Szkocji
W pierwszych latach samodzielnych rządów wielki wpływ na Jakuba wywierał książę Lennox. Wzmogło to wśród poddanych podejrzenia o spisku z Francją i Hiszpanią w celu przywrócenia katolicyzmu w Szkocji. Aby uspokoić protestantów, w styczniu 1581 r. Jakub wydał krótkie i zasadnicze wyznanie prawdziwej chrześcijańskiej wiary i religii zgodnej ze Słowem Bożym i aktami naszych Parlamentów. Nie uspokoiło ich to jednak i w 1582 r. grupa możnych porwała Jakuba. Lennox uciekł do Francji. Król po roku uciekł z niewoli i wspólnie z Jakubem Stuartem, hrabią Arran, rozpoczął reformy kościelne.
Kiedy Arran zwalczał tendencje wrogie podporządkowaniu Kościoła Szkocji Koronie, Jakub opowiedział się za protestantyzmem. Ukoronowaniem tych działań było uchwalenie w maju 1584 r. „Czarnych Akt”, które mianowały króla zwierzchnikiem Kościoła Szkocji. Akta dawały królowi prawo nominacji biskupów, a duchownym zabraniały poruszania w kazaniach kwestii politycznych.
Nastąpiło również poprawienie stosunków z Anglią, pomimo że to intrygi z Londynu doprowadziły w 1585 r. do upadku Arrana. W lipcu 1586 r. zawarto w Berwick sojusz szkocko-angielski wymierzony przeciwko Hiszpanii. Królowa Elżbieta obiecała Jakubowi roczną pensję w wysokości 4 000 funtów i prawo do dziedziczenia tronu Anglii po jej bezdzietnej śmierci. Dopełnił się też los matki Jakuba, Marii Stuart, od wielu lat więzionej w Anglii – 8 lutego 1587 r. na rozkaz Elżbiety została ścięta w Fotheringhay. Nie wpłynęło to znacząco na wzajemne relacje Jakuba z Elżbietą.

### Działalność prawodawcza

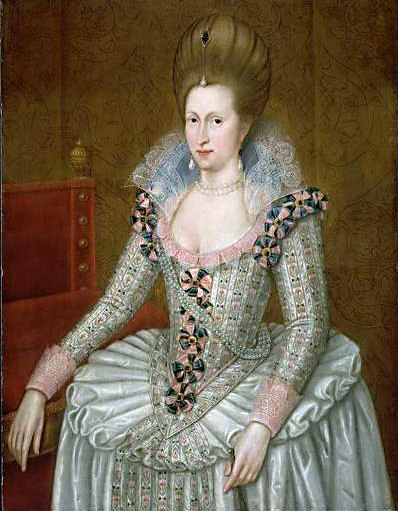
Anna, księżniczka duńska, żona Jakuba I

W 1590 r. Jakub zdecydował się ożenić z księżniczką duńską Anną, córką Fryderyka II. Ponieważ z powodu złej pogody Anna nie mogła przybyć do Szkocji, król osobiście popłynął po nią do Danii. Małżeństwo, zawarte w tak romantycznych okolicznościach, po niewiele ponad 20 latach de facto się rozpadło, chociaż nigdy nie nastąpił rozwód.
Jakub zabrał się za działalność prawodawczą – w 1592 r. uchwalono „Złoty Akt”, ograniczający nieco władzę króla nad Kościołem Szkocji na rzecz wybranych przez niego zgromadzeń. Wkrótce jednak polityka religijna uległa zmianie, gdyż protestancki kaznodzieja Melville rozpoczął głoszenie teorii o „dwóch królestwach” – głosiła ona, że w Szkocji są dwa królestwa i dwaj królowie – Jakub VI i jego królestwo oraz Jezus Chrystus i jego Królestwo. Król Jakub według doktryny był poddanym drugiego, boskiego królestwa (głupim wasalem Boga). Do Melville'a przyłączyli się duchowni uprawiający politykę z ambon, co szczególnie denerwowało Jakuba.
W 1597 r. stronnicy Jakuba zaproponowali wprowadzenie do Parlamentu 50-osobowej grupy szkockich prezbiterian, z których większą część miał mianować król. Wniosek przeszedł niewielką większością głosów. Wniosek nie zyskał większego poparcia ze strony duchowieństwa, które często oskarżało króla o tendencje absolutystyczne.
W tym okresie przyjęto również w Szkocji ustawę o czarach, która spowodowała wielką falę egzekucji w całym kraju, głównie w stołecznym Edynburgu. Na jednej z ulic w Edynburgu, obecnie Princes Street Garden, znaleziono później setki szkieletów osób oskarżonych o czary. Jakub przejął również z ustawodawstwa angielskiego Akt o Sodomii z 1533 r., wprowadzając go z niewielkimi zmianami w swoim królestwie.

### Wstąpienie na tron Anglii
Od momentu rozpoczęcia przez Jakuba VI samodzielnych rządów jego celem było uzyskanie tronu Anglii po bezdzietnej Elżbiecie I. Kandydatura Stuartów nie cieszyła się jednak poparciem Anglików. Ponadto ustawy sukcesyjne wszystkich monarchów, od Henryka VIII począwszy, odsuwały od dziedziczenia tronu potomków Małgorzaty Tudor i Jakuba IV Stewarta. Po śmierci Elżbiety na mocy tych postanowień tron miał przypaść lady Annie Stanley, potomkini młodszej siostry Henryka VIII, Marii Tudor.
Jakub nie zrażał się jednak tymi przeciwnościami i utrzymując przyjazne stosunki z Elżbietą zdobył jej przyrzeczenie, że będzie następnym królem Anglii. Uzyskał również poparcie głównego doradcy królowej, sir Roberta Cecila, którego pomoc przy objęciu tronu była kluczowa.
Ostatecznie 24 marca 1603 r. po długiej chorobie zmarła królowa Elżbieta. Poparcie Cecila i zdecydowane działania Jakuba spowodowały, że odsunięto od dziedziczenia lady Annę i oddano tron królowi Szkocji. 25 lipca 1603 r. w katedrze westminsterskiej koronowano Jakuba i jego żonę Annę na władców Anglii. Anglia i Szkocja zostały połączone trwałą unią personalną, która po upływie niewiele ponad 100 lat przekształciła się w unię realną.

## Król Anglii i Szkocji

### Nadzieje i rozczarowania

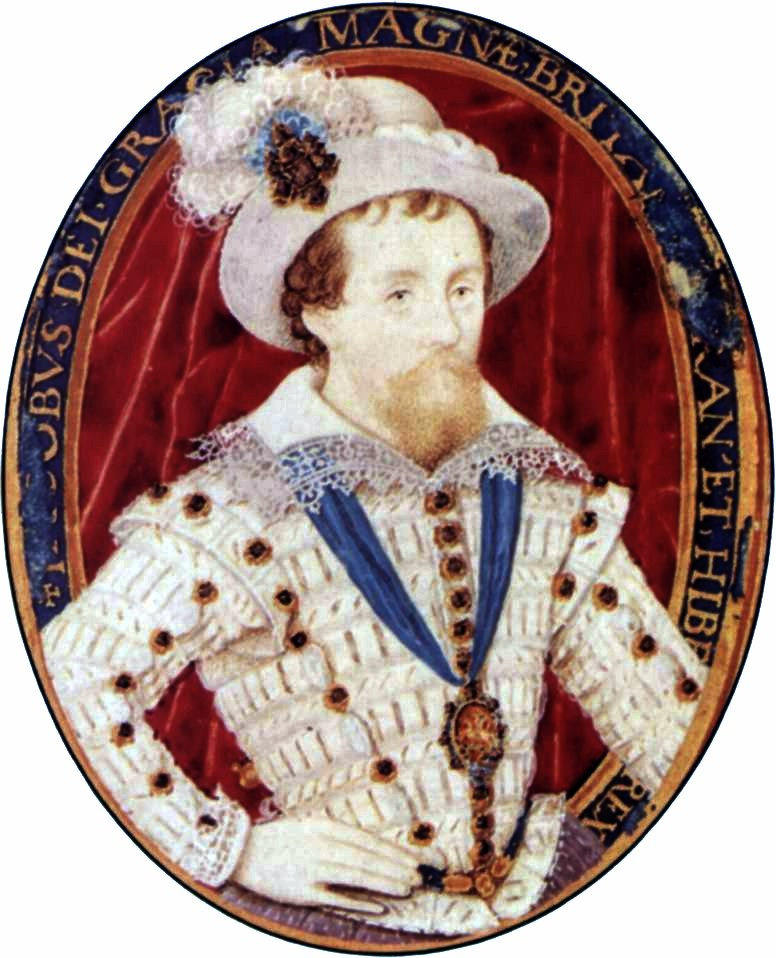
Jakub I niedługo po objęciu tronu Anglii

Wstąpienie Jakuba na tron angielski nie odbyło się w atmosferze szczególnej euforii. Król, choć wychowany w tradycji szkockiego prezbiterianizmu, był gorliwym wyznawcą anglikanizmu. Jego próby dążenia do podporządkowania sobie Kościoła spotkały się z oporem ze strony angielskiego społeczeństwa, w którym dominującą siłę zyskiwali radykalni purytanie, sprzeciwiający się jakiejkolwiek zwierzchności nad Kościołem. W państwie o silnej pozycji Parlamentu nie wzbudzały entuzjazmu absolutystyczne dążenia Jakuba.
Tylko jedna grupa wiązała nadzieje z nowym władcą. Byli to angielscy katolicy, gdyż swego czasu Jakub okazywał sympatię ich współwyznawcom w Szkocji. Liczyli oni na to, że pod panowaniem Stuarta odbudują swoją pozycję i przywrócą Anglię na łono Kościoła katolickiego. Zapomnieli jednak, że Jakub był zdecydowanym anglikaninem i już po upływie krótkiego czasu poczuli się rozczarowani nowymi rządami. Ich coraz częstsze sprzeciwy doprowadziły do zaostrzenia polityki władz wobec katolików. Wkrótce zaostrzenia zaczęły przechodzić w represje. Katolicy odpowiedzieli na to „spiskiem prochowym”.

### Spisek prochowy
W 1604 r. w pewnej grupie angielskich katolików powstał plan zamachu na króla poprzez wysadzenie w powietrze budynku Parlamentu podczas ceremonii otwarcia, przewidzianej na 5 listopada 1605 r. Głównym celem spiskowców był król, którego chciano zastąpić jego najstarszą córką Elżbietą. Planowano wychować ją na katoliczkę.
Początkowo wszystko biegło zgodnie z planem. Spiskowcom udało się zgromadzić w piwnicach pod salą obrad całą górę beczek z prochem strzelniczym oraz znaleźć ochotnika do samobójczej misji podpalenia lontu. Był nim Guy Fawkes, były żołnierz wojsk hiszpańskich w Niderlandach. Spiskowcy wierzyli, że udany spisek przywróci katolicyzm w Anglii, co zresztą prawdopodobnie było niemożliwe.
Niedługo przed planowanym dniem zamachu jeden ze spiskowców wyjawił plan. Niezwłocznie przeszukano gmach i zabrano beczki z prochem, a wkrótce aresztowano Fawkesa, który podczas tortur wydał wszystkich wspólników. Części z nich udało się uciec, ale większość została schwytana i stracona w styczniu 1606 r. Posypały się antykatolickie ustawy, ponownie rozpoczęły się represje i prześladowania. Starano się wyeliminować katolicyzm z życia Anglii. Od tego momentu katolicy nie mogli już sprawować żadnych urzędów państwowych. Ruch dążący do równouprawnienia katolików pojawił się dopiero w XIX wieku.

### Król i Parlament
Stosunki Jakuba z Parlamentem nie układały się dobrze. Przejawiający tendencje absolutystyczne, przekonany, że jego władza pochodzi od Boga, król Jakub nie był zdolny współpracować z Parlamentem, który nie chciał zgodzić się na wzmocnienie władzy królewskiej. Liczne były zwłaszcza konflikty z Izbą Gmin, zdominowaną przez purytanów. Spraw spornych było wiele – purytanie twierdzili, że władza królewska winna być ograniczona, gdyż wynika to z praw boskich, co szczególnie denerwowało Jakuba.
Podczas pierwszych obrad, trwających od 19 marca 1604 r., Jakub od początku nie mógł dojść do porozumienia z Parlamentem, który dodatkowo podzielił się na zwalczające się frakcje. Ostatecznie w 1611 r. król rozwiązał Parlament. Zrażony do tej instytucji zwołał go jeszcze tylko 2 razy.
Jakub wprowadził opłaty finansowe, za które można było uzyskać tytuł szlachecki. I tak za tytuł hrabiego (earl) należało zapłacić 20 000 funtów, za wicehrabiego (viscount) – 10 000, za barona (baron) – 5 000, a za baroneta (baronet) – 1 080 funtów. Nadawanie parostw przybrało rozmiary niespotykanie w dotychczasowej angielskiej historii. Za panowania Jakuba utworzono 62 parostwa, natomiast podczas rządów Elżbiety I tylko 8.
W 1614 r. Jakub zwołał drugi Parlament. Ponownie doszło do konfliktu z Izbą Gmin. Zarzewiem sporu były pieniądze, których wiecznie brakowało Jakubowi. Parlament nie chciał zgodzić się na podwyższenie podatków i po siedmiu tygodniach, podobnie jak wcześniejszy, został rozwiązany, a najbardziej zapalczywi opozycjoniści aresztowani. Na kolejną sesję trzeba było czekać 7 lat.

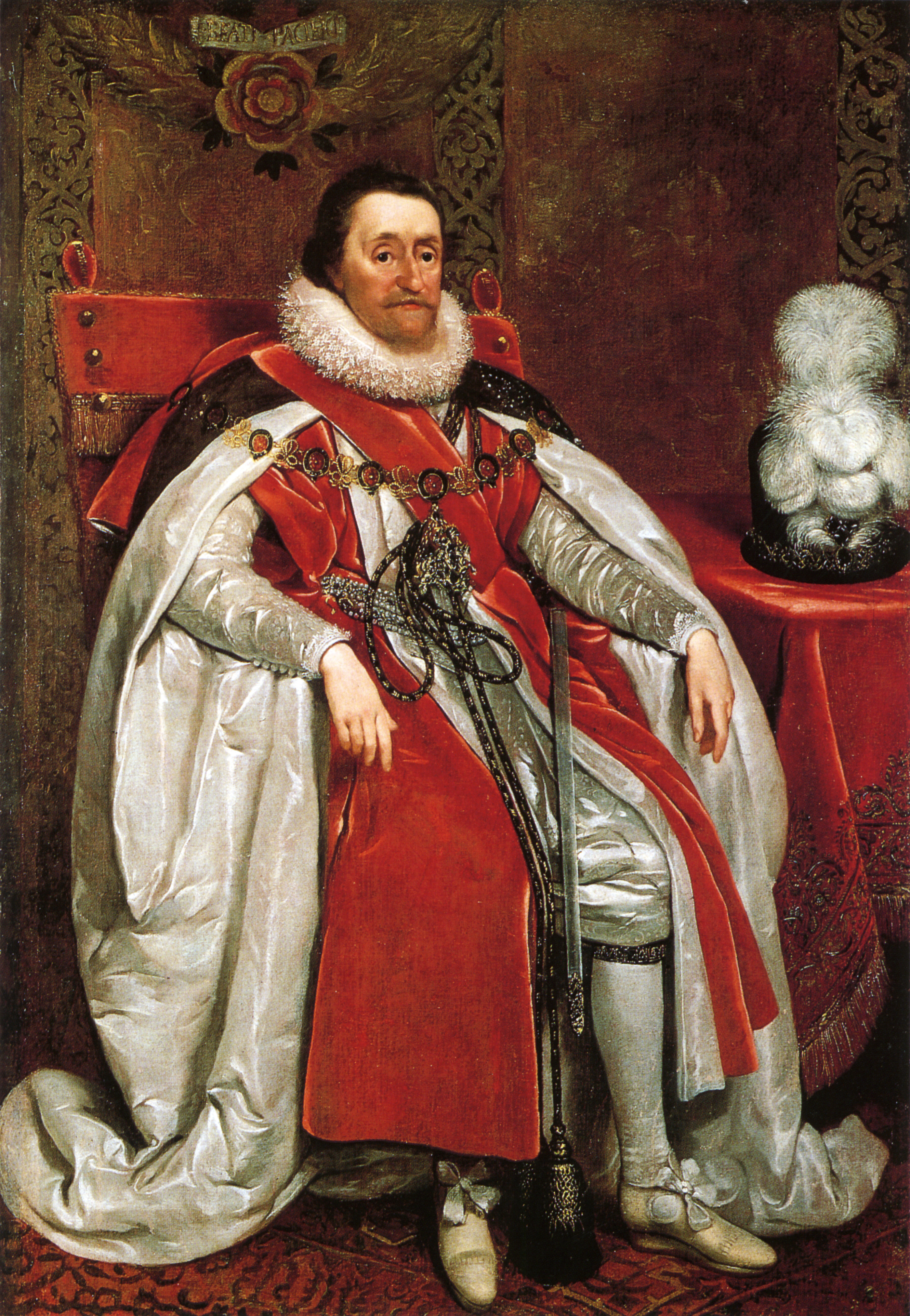
Jakub I w 1621 r.

Ostatni Parlament zebrał się w 1621 r. Tym razem Izba Gmin, by udowodnić swoją lojalność wobec Korony, zgodziła się zasilić kasę Jakuba drobnymi subsydiami. Jednocześnie oskarżyła część królewskich faworytów o malwersacje finansowe i domagała się ich ukarania. Głównym oskarżonym został Francis Bacon, 1. wicehrabia St Albans, znany pisarz i filozof. Aby uspokoić sytuację, Jakub zdecydował się poświęcić Bacona. Nie udało się to jednak, zaś Parlament popadł w konflikt z królem na tle jego polityki zagranicznej i wkrótce został rozwiązany. Niedługo później Bacon wyszedł na wolność i uzyskał pełne przebaczenie królewskie.

### Próba utworzenia unii realnej
Od początku swojego panowania Jakub dążył do trwałej unii Anglii i Szkocji. Służyć temu miało m.in. przybranie przez króla tytułu „króla Wielkiej Brytanii” w 1604 r. W 1607 r. w mowie tronowej Jakub powiedział:

Moim pragnieniem jest pełna unia praw i osób oraz taka naturalizacja, aby stworzyć jeden organizm obu królestw pode mną waszym królem. I żebym ja i moi potomkowie, jeśli się tak Bogu spodoba, mogli rządzić wami do końca świata. Taka unia, jaką w Szkocji była unia Szkotów z Piktami, a tutaj w Anglii unia Heptarchii. Odnośnie do Szkocji, to opowiadam się za taką unią, jaką można uzyskać przez podbój, ale podbój scementowany miłością, tą jedyną niezawodną więzią wzajemnej przyjaźni. A ponieważ ponad oboma królestwami jest tylko jeden król, tak też może być w obu tylko jedno stado i jedno prawo. Nie jest bowiem możliwe dla jednego króla rządzić dwoma ościennymi krajami, jednym większym, a drugim mniejszym; jednym bogatszym, a drugim biedniejszym: (...) to tak, jakby jedna głowa rządziła dwoma ciałami, czy jeden mąż był dla dwóch żon, o czym sam Chrystus powiedział: „Ab initio non fuit sic”

Jedynym rezultatem tej kampanii było wprowadzenie prawa post nati, na mocy którego Szkoci urodzeni po 1603 r. zostali uznani za poddanych króla angielskiego, co umożliwiało im nabywanie posiadłości w Anglii.
Projekty unijne spotykały się z oporem zarówno Szkotów, jak i Anglików. Szkoci nie zamierzali się zgodzić na wprowadzenie wspólnego Parlamentu ani na unifikację prawa. Anglicy z kolei, nie widząc szans na spełnienie tych warunków, sprzeciwiali się unii, odmawiając jednocześnie przyznania Szkotom takich samych przywilejów ekonomicznych, z jakich sami korzystali. Dla przeciętnego Anglika Szkocja była krajem zbójów, półdzikich chłopów, złodziei bydła i morderców. 

Jeśli przyznamy im nasze swobody, to zlecą się do nas jak bydło do zielonej paszy (...), czego świadectwem jest mnogość Szkotów w Polsce.

Na spełnienie marzeń Jakuba i powstanie realnej unii Anglii i Szkocji jako Zjednoczonego Królestwa Wielkiej Brytanii trzeba było poczekać do 1707 r.

### Sprawy szkockie
Jakub, wyruszając do Anglii, obiecał Szkotom, że będzie powracał do swojej ojczyzny co 3 lata. Obietnicy tej nie dotrzymał - w Szkocji pojawił się tylko raz, w 1617 r. Stałe rezydowanie Jakuba w Londynie spowodowało, że Szkocja została pozbawiona dworu królewskiego - głównego mecenasa sztuki. Poeci dworscy udali się do Anglii i swoje utwory pisali już po angielsku. Język angielski miał zostać wprowadzony w całej Szkocji, ponieważ Jakub uznawał język gaelicki za jedną z przyczyn „barbarzyństwa i nieucywilizowania” szkockich górali, od zawsze przysparzających kłopotów monarchii. Dekret z 1616 r. nakazywał utworzenie w każdej parafii szkoły, w której nakazano nauczania po angielsku. Nic nie wyszło z tych planów, podobnie jak z  próby przekonania naczelników klanów z Wyżyn do przejścia na anglikanizm.
Za panowania Jakuba rozpoczęła się wielka emigracja Szkotów. Wielu z nich osiedliło się w Ulsterze na północy Irlandii, co zapoczątkowało protestancki charakter tej części Zielonej Wyspy. W Irlandii osiedliło się ok. 50 000 Szkotów. Wielu z nich wyemigrowało na kontynent, gdzie zaciągali się jako najemni żołnierze. Szkoci służyli w armii szwedzkiej (30 000), francuskiej (11 000), duńskiej (6 000), a także holenderskiej, niemieckiej, polskiej i rosyjskiej.
Pod nieobecność króla władzę w Szkocji sprawował Ludovic Stewart, 2. książę Lennox. Za jego rządów stłumiono opozycję, uporano się z rozbójniczymi klanami Armstrongów i MacGregorów i poddano władzy królewskiej niespokojną północ, przywracając po raz kolejny podległość Hebrydów i Orkadów Koronie. Sytuacja w Szkocji została na dłuższy czas uspokojona.

### Sprawy religijne
Jakub z uporem dążył do unii religijnej Anglii i Szkocji. Utworzony w jej wyniku Kościół byłby całkowicie podporządkowany królowi. Osiągnięciu porozumienia między anglikanami i prezbiterianami miała pomóc dyskusja w Hampton Court w 1604 r., jednak 3 dni mów i wystąpień nie przyniosły rezultatów.
Jakub podporządkował sobie biskupów, a za ich pośrednictwem synody. W 1612 r. zaakceptowano wprowadzony przez króla system episkopalny, który miał służyć zniszczeniu demokratycznego ducha szkockiego prezbiterianizmu, który, jak mawiał król, tak się zgadza z monarchią, jak Bóg z diabłem. Jakub zaczął się także wtrącać się w liturgię - w 1615 r. ogłosił pięć zmian, dotyczących przyjmowania komunii na klęczkach, w niektórych wypadkach udzielania komunii indywidualnie, w niektórych wypadkach urządzania chrztu w domu prywatnym, obchodzenia świąt kościelnych i bierzmowania przez biskupa w 8 roku życia. Projekt spotkał się z powszechnym oporem i został przyjęty dopiero w 1618 roku . Polityka ta, kontynuowana przez następcę Jakuba Karola I, doprowadziła w końcu do zjednoczenia się opozycji w obu królestwach, co później, w czasie wojny domowej, skończyło się tragicznie dla Domu Stuartów.
Za panowania Jakuba wydano kolejne angielskie tłumaczenie Biblii, zwane Biblią króla Jakuba. Było ono autoryzowane przez króla i wywarło wielki wpływ na wszystkie późniejsze anglojęzyczne tłumaczenia Biblii oraz na całą literaturę angielską.
„Spisek prochowy” pogorszył jeszcze relacje króla z katolikami - popierał represje przeciwko nim i zatwierdzał wyroki śmierci na czołowych angielskich katolików.

### Polityka zagraniczna
Zagraniczną politykę króla Jakuba cechowała niekonsekwencja. Nie wzbudzała również entuzjazmu wśród społeczeństwa, gdyż w pewnych okresach była prohiszpańska. Dość zaawansowane plany ślubu następcy tronu, księcia Karola, z hiszpańską infantką spotkały się z jednoznacznym potępieniem Parlamentu. Karol i królewski faworyt książę Buckingham posłowali nawet do Madrytu, ale nie dało to rezultatu (od Karola wymagano przejścia na katolicyzm), co spowodowało, że po powrocie Buckingham zażądał wypowiedzenia wojny Hiszpanii.
Z poparciem Parlamentu zawarto natomiast małżeństwo córki króla, Elżbiety (kandydatki do tronu podczas „spisku prochowego”) z przywódcą niemieckiej Unii Protestanckiej, Fryderykiem V, elektorem Palatynatu. Podczas wojny trzydziestoletniej Jakub nie udzielił jednak pomocy zięciowi, gdy ten został wyparty z Czech i z Palatynatu, czym ściągnął na siebie krytykę Parlamentu z 1621, która przyczyniła się do jego rozwiązania.
Zmianie uległy również przyjazne za Elżbiety I stosunki Anglii z Republiką Zjednoczonych Prowincji. Nasilająca się rywalizacja kolonialna między obydwoma państwami oraz konkurencja handlowa spowodowały wybuch wojny, która zakończyła się kompromisowym pokojem w 1619 r.

### Kolonizacja

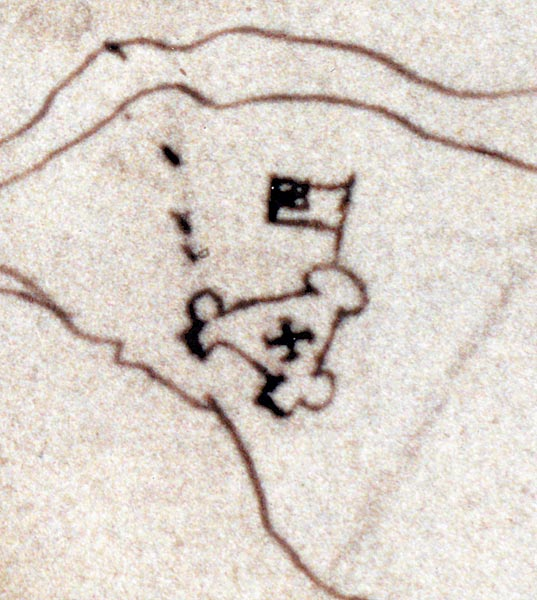
Plan osady Jamestown ok. 1608

Za panowania Jakuba rozpędu nabrała angielska kolonizacja. W 1607 r. w Wirginii założono osadę nazwaną na cześć króla Jamestown. Angielscy osadnicy, zabrali się za poszukiwanie złota (którego zresztą nie znaleźli) i nie zadbali o prowiant na przetrwanie zimy. Zachłanność osadników oraz choroby wynikające z niefortunnego usytuowania osady, przyczyniły się do spadku znaczenia Jamestown w procesie kolonizacyjnym. 
Wielkie nadzieje wiązano również z kolonizacją kanadyjskiego wybrzeża, zwanego przez Francuzów Akadią. W 1621 r. sir William Alexander otrzymał królewski patent na kolonizację tych obszarów. Założono dwie osady, zamieszkane głównie przez Szkotów. Niefortunna polityka osadników spowodowała jednak, że tereny te wkrótce przeszły w ręce Francuzów. Pozostała po nich tylko nazwa niedoszłej kolonii – Nowa Szkocja.
Trwalsze efekty przyniosła działalność innej grupy kolonistów, niezwiązanej z królem. Purytanie, którzy uciekli z Anglii, w 1620 r. wylądowali w Nowej Anglii i założyli osadę Plymouth. Osada przetrwała i stała się symbolem początku angielskiej kolonizacji Nowego Świata.

## Król prywatnie

### Wygląd i osobowość króla
Elisabeth was King; now James is Queen, „Elżbieta była królem, Jakub jest królową” – tak określali króla jego przeciwnicy. Trzeba przyznać, że Jakub nie posiadał wielu walorów wzbudzających sympatię. Nie odznaczał się postawą męską, nie dbał o swoją aparycję, chodził zaniedbany. Nie przejmował się elegancją w mówieniu, obficie się przy tym śliniąc. Drwiono z niego i wyszydzano, gdzie tylko można.
Był przy tym zwolennikiem absolutyzmu. Wzorem Ryszarda II domagał się uznania dla swoich boskich praw. Miał wysokie mniemanie o swojej godności monarszej (w tych czasach nie było to ewenementem), a także o swoich zdolnościach pisarskich. Pisał, jak to złośliwie mówiono, o wszystkim – od predestynacji do szkodliwości palenia tytoniu. Jakub pisał również książki o tematyce politycznej, w których przedstawiał swoje koncepcje władzy. Pierwszą z nich jest „Królewski dar” (Basilikon Doron) z 1599 r., rozprawa polityczna napisana dla pierworodnego syna Henryka Fryderyka. Pojawia się tam twierdzenie, że majestat królewski stanowi połączenie władzy duchownej i świeckiej.
Jakub był mecenasem sztuki i literatury. Za jego panowania powstały uniwersytety w Edynburgu i Aberdeen. Pod jego mecenatem tworzył William Szekspir, który swojego „Makbeta” dedykował właśnie królowi Jakubowi.

### Relacje króla z żoną
Opisane już zostały okoliczności ślubu Jakuba z Anną Duńską. Królowa regularnie rodziła dzieci, ale relacje między małżonkami były dość chłodne. Anna i Jakub byli „bliskimi przyjaciółmi”, ale większość czasu spędzali oddzielnie. Królowa, wkrótce po przybyciu do Szkocji, przeszła na katolicyzm. Jej liczne ekstrawagancje stopniowo oddalały od niej męża. Para zaczęła żyć oddzielnie - Anna zamieszkała w Hampton Court, gdzie zmarła w 1619 r.

### Król i jego faworyci

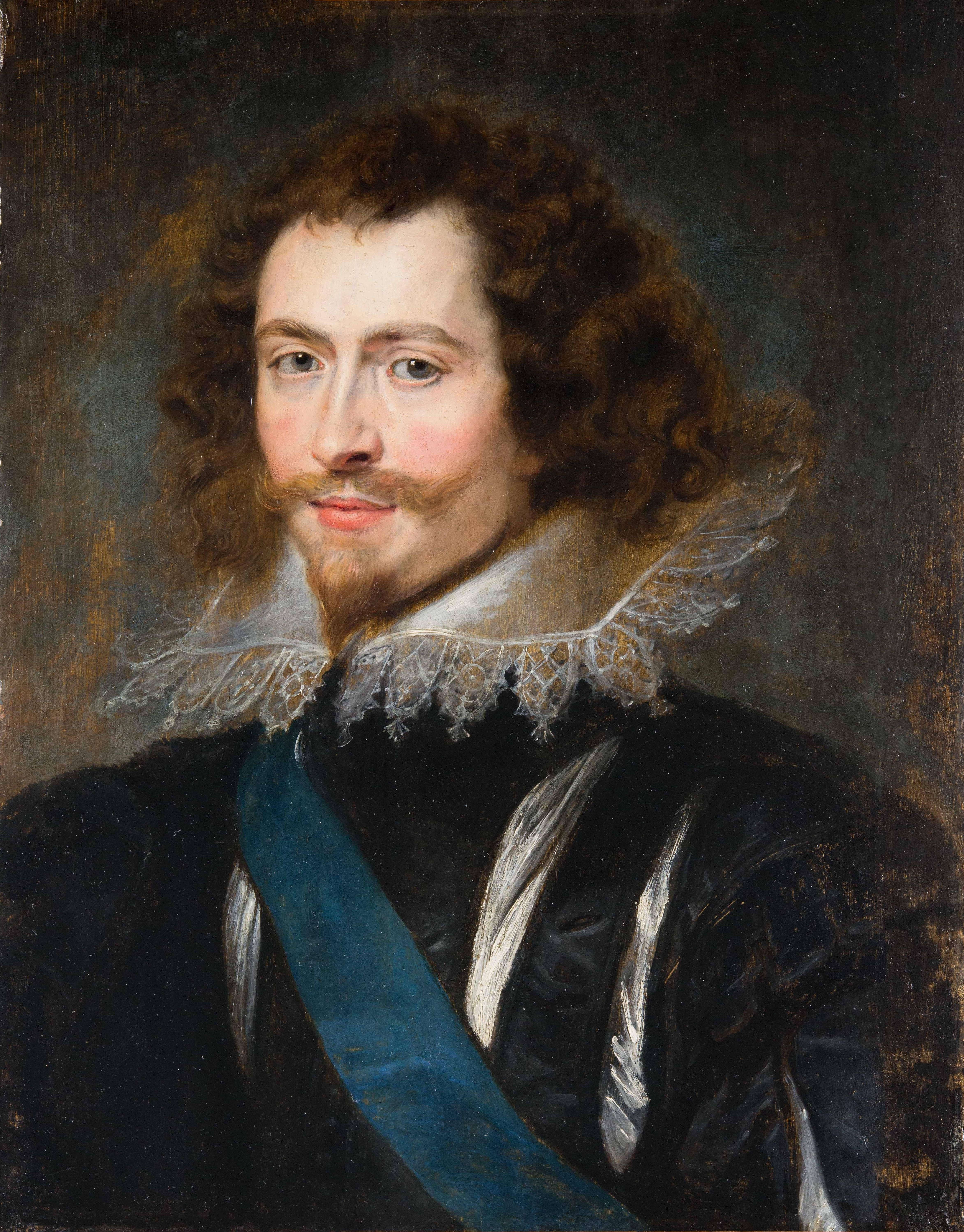
George Villiers, 1. książę Buckingham, faworyt króla Jakuba

Przez całe swoje panowanie Jakub otaczał się męskimi faworytami, co rodziło podejrzenia, że król jest homoseksualistą. Dyskusje na ten temat ciągną się od XVII w. Zwolennicy tezy o homoseksualizmie króla powołują się na liczne cytaty określające stosunek Jakuba do jego faworytów, np. loved his favorites („kochał swych faworytów”) czy legs soon in their arms („spocząć wkrótce w ich ramionach”). Przeciwnicy twierdzą, że te cytaty zostały źle zinterpretowane i w czasach Jakuba znaczyły zupełnie co innego.
Pierwszym faworytem Jakuba był jego krewniak, Esme Stewart, 1. książę Lennox. Po jego ucieczce do Francji, o skłonnościach Jakuba do własnej płci było cicho, dopóki w 1607 r. nie poznał Roberta Carra. Według Tomasza Howarda, hrabiego Suffolk, król poznał Carra, kiedy ten złamał nogę na polowaniu i od razu się w nim zakochał. Ich domniemany związek trwał 8 lat, podczas których Carr był obsypywany zaszczytami i tytułami (m.in. 1. hrabia Somerset, Lord Wielki Szambelan, Lord tajnej pieczęci, Lord Strażnik Pięciu Portów i in.). W 1615 r. między królem i Carrem doszło do kłótni, po której nastąpiło zerwanie.
Nowym faworytem i, jak chcą niektórzy, kochankiem króla został młody szlachcic z Leicestershire George Villiers. Król poznał go w 1614 r. Trwałą pozycję na dworze Villiers uzyskał po odsunięciu Carra. Lista jego tytułów otrzymanych od Jakuba jest długa – zawiera m.in. księcia Buckingham, Lorda Wielkiego Admirała i Lorda Strażnika Pięciu Portów. Relacje króla i Villiersa musiały być bliskie, gdyż Jakub pisał do niego: I desire only to live in this world for your sake... („Pragnę żyć na tym świecie tylko przez wzgląd na ciebie...”).

## Śmierć i następstwo
Pod koniec życia Jakub cierpiał na demencję, w związku z czym realna władza w Anglii przeszła w ręce Villiersa i księcia Karola. Król zmarł 27 marca 1625 r. w londyńskim Theobalds House na „ciężką gorączkę”, spowodowaną prawdopodobnie niewydolnością nerek lub udarem mózgu. Został pochowany w katedrze westminsterskiej w Henry VII Lady Chapel. Tron po Jakubie objął jego syn Karol, książę Walii, jako Karol I król Anglii i Szkocji.

## Rodzina
23 listopada 1589 r. w Starym Biskupim Pałacu w Oslo Jakub poślubił księżniczkę Annę (14 października 1574 – 4 marca 1619), córkę Fryderyka II, króla Danii, i Zofii, córki Ulryka III, księcia Mecklenburg-Schwerin. Jakub i Anna mieli razem czterech synów i cztery córki, byli to:
- Henryk Fryderyk (19 lutego 1594 – 6 listopada 1612), książę Walii
- nieznane z imienia dziecko (lipiec 1595)
- Elżbieta (19 sierpnia 1596 – 13 lutego 1662), żona Fryderyka V Wittelsbacha, palatyna reńskiego
- Małgorzata (24 grudnia 1598 – marzec 1600)
- Karol I (19 listopada 1600 – 30 stycznia 1649), król Anglii i Szkocji
- Robert (18 lutego – 27 maja 1602), książę Kintyre, markiz Wigton, hrabia Carrick i baron Annandale (od 2 maja)
- nieznany z imienia syn (maj 1603)
- Maria (8 kwietnia 1605 – 16 grudnia 1607)
- Zofia (22–28 czerwca 1606)

|  |  | Jan Stewart, hrabia Lennox | Jan Stewart, hrabia Lennox | Jan Stewart, hrabia Lennox | Jan Stewart, hrabia Lennox | Jan Stewart, hrabia Lennox     | Jan Stewart, hrabia Lennox     |                                |                                | Elżbieta Stewart               | Elżbieta Stewart               | Elżbieta Stewart | Elżbieta Stewart | Elżbieta Stewart | Elżbieta Stewart |               |               | Archibald Douglas, hrabia Angus | Archibald Douglas, hrabia Angus | Archibald Douglas, hrabia Angus | Archibald Douglas, hrabia Angus | Archibald Douglas, hrabia Angus | Archibald Douglas, hrabia Angus |                    |                    | Małgorzata Tudor   | Małgorzata Tudor   | Małgorzata Tudor | Małgorzata Tudor | Małgorzata Tudor | Małgorzata Tudor |                 |                 | Jakub IV Stewart | Jakub IV Stewart | Jakub IV Stewart | Jakub IV Stewart | Jakub IV Stewart | Jakub IV Stewart |                |                | Claude de Guise | Claude de Guise | Claude de Guise | Claude de Guise | Claude de Guise | Claude de Guise |                |                | Antonina de Burbon-Vendôme | Antonina de Burbon-Vendôme | Antonina de Burbon-Vendôme | Antonina de Burbon-Vendôme | Antonina de Burbon-Vendôme | Antonina de Burbon-Vendôme |  |  |
|  |  | Jan Stewart, hrabia Lennox | Jan Stewart, hrabia Lennox | Jan Stewart, hrabia Lennox | Jan Stewart, hrabia Lennox | Jan Stewart, hrabia Lennox     | Jan Stewart, hrabia Lennox     |                                |                                | Elżbieta Stewart               | Elżbieta Stewart               | Elżbieta Stewart | Elżbieta Stewart | Elżbieta Stewart | Elżbieta Stewart |               |               | Archibald Douglas, hrabia Angus | Archibald Douglas, hrabia Angus | Archibald Douglas, hrabia Angus | Archibald Douglas, hrabia Angus | Archibald Douglas, hrabia Angus | Archibald Douglas, hrabia Angus |                    |                    | Małgorzata Tudor   | Małgorzata Tudor   | Małgorzata Tudor | Małgorzata Tudor | Małgorzata Tudor | Małgorzata Tudor |                 |                 | Jakub IV Stewart | Jakub IV Stewart | Jakub IV Stewart | Jakub IV Stewart | Jakub IV Stewart | Jakub IV Stewart |                |                | Claude de Guise | Claude de Guise | Claude de Guise | Claude de Guise | Claude de Guise | Claude de Guise |                |                | Antonina de Burbon-Vendôme | Antonina de Burbon-Vendôme | Antonina de Burbon-Vendôme | Antonina de Burbon-Vendôme | Antonina de Burbon-Vendôme | Antonina de Burbon-Vendôme |  |  |
|  |  |                            |                            |                            |                            |                                |                                |                                |                                |                                |                                |                  |                  |                  |                  |               |               |                                 |                                 |                                 |                                 |                                 |                                 |                    |                    |                    |                    |                  |                  |                  |                  |                 |                 |                  |                  |                  |                  |                  |                  |                |                |                 |                 |                 |                 |                 |                 |                |                |                            |                            |                            |                            |                            |                            |  |  |
|  |  |                            |                            |                            |                            | Mateusz Stewart, hrabia Lennox | Mateusz Stewart, hrabia Lennox | Mateusz Stewart, hrabia Lennox | Mateusz Stewart, hrabia Lennox | Mateusz Stewart, hrabia Lennox | Mateusz Stewart, hrabia Lennox |                  |                  |                  |                  |               |               |                                 |                                 |                                 |                                 | Małgorzata Douglas              | Małgorzata Douglas              | Małgorzata Douglas | Małgorzata Douglas | Małgorzata Douglas | Małgorzata Douglas |                  |                  | Jakub V Stewart  | Jakub V Stewart  | Jakub V Stewart | Jakub V Stewart | Jakub V Stewart  | Jakub V Stewart  |                  |                  |                  |                  |                |                |                 |                 |                 |                 |                 |                 | Maria de Guise | Maria de Guise | Maria de Guise             | Maria de Guise             | Maria de Guise             | Maria de Guise             |                            |                            |  |  |
|  |  |                            |                            |                            |                            | Mateusz Stewart, hrabia Lennox | Mateusz Stewart, hrabia Lennox | Mateusz Stewart, hrabia Lennox | Mateusz Stewart, hrabia Lennox | Mateusz Stewart, hrabia Lennox | Mateusz Stewart, hrabia Lennox |                  |                  |                  |                  |               |               |                                 |                                 |                                 |                                 | Małgorzata Douglas              | Małgorzata Douglas              | Małgorzata Douglas | Małgorzata Douglas | Małgorzata Douglas | Małgorzata Douglas |                  |                  | Jakub V Stewart  | Jakub V Stewart  | Jakub V Stewart | Jakub V Stewart | Jakub V Stewart  | Jakub V Stewart  |                  |                  |                  |                  |                |                |                 |                 |                 |                 |                 |                 | Maria de Guise | Maria de Guise | Maria de Guise             | Maria de Guise             | Maria de Guise             | Maria de Guise             |                            |                            |  |  |
|  |  |                            |                            |                            |                            |                                |                                |                                |                                |                                |                                |                  |                  |                  |                  |               |               |                                 |                                 |                                 |                                 |                                 |                                 |                    |                    |                    |                    |                  |                  |                  |                  |                 |                 |                  |                  |                  |                  |                  |                  |                |                |                 |                 |                 |                 |                 |                 |                |                |                            |                            |                            |                            |                            |                            |  |  |
|  |  |                            |                            |                            |                            |                                |                                |                                |                                |                                |                                |                  |                  | Henryk Stuart    | Henryk Stuart    | Henryk Stuart | Henryk Stuart | Henryk Stuart                   | Henryk Stuart                   |                                 |                                 |                                 |                                 |                    |                    |                    |                    |                  |                  |                  |                  |                 |                 |                  |                  |                  |                  | Maria I Stuart   | Maria I Stuart   | Maria I Stuart | Maria I Stuart | Maria I Stuart  | Maria I Stuart  |                 |                 |                 |                 |                |                |                            |                            |                            |                            |                            |                            |  |  |
|  |  |                            |                            |                            |                            |                                |                                |                                |                                |                                |                                |                  |                  | Henryk Stuart    | Henryk Stuart    | Henryk Stuart | Henryk Stuart | Henryk Stuart                   | Henryk Stuart                   |                                 |                                 |                                 |                                 |                    |                    |                    |                    |                  |                  |                  |                  |                 |                 |                  |                  |                  |                  | Maria I Stuart   | Maria I Stuart   | Maria I Stuart | Maria I Stuart | Maria I Stuart  | Maria I Stuart  |                 |                 |                 |                 |                |                |                            |                            |                            |                            |                            |                            |  |  |
|  |  |                            |                            |                            |                            |                                |                                |                                |                                |                                |                                |                  |                  |                  |                  |               |               |                                 |                                 |                                 |                                 |                                 |                                 |                    |                    |                    |                    |                  |                  |                  |                  |                 |                 |                  |                  |                  |                  |                  |                  |                |                |                 |                 |                 |                 |                 |                 |                |                |                            |                            |                            |                            |                            |                            |  |  |
|  |  |                            |                            |                            |                            |                                |                                |                                |                                |                                |                                |                  |                  |                  |                  |               |               |                                 |                                 |                                 |                                 |                                 |                                 |                    |                    | Jakub I Stuart     |                    |                  |                  |                  |                  |                 |                 |                  |                  |                  |                  |                  |                  |                |                |                 |                 |                 |                 |                 |                 |                |                |                            |                            |                            |                            |                            |                            |  |  |